# Steckrübenwinter

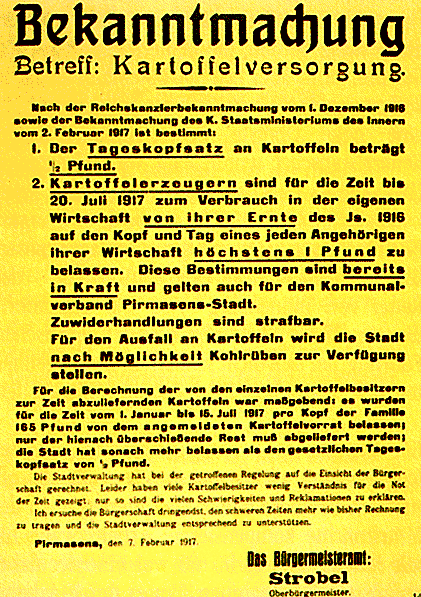
Bekanntmachung der Kartoffelrationierung, Pirmasens 1917

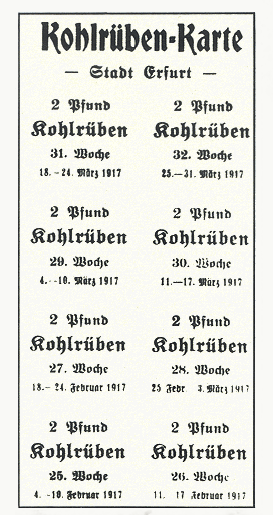
Kohlrübenkarte, Erfurt 1917

Der Steckrübenwinter (auch Kohlrübenwinter und Hungerwinter genannt) bezeichnet eine Hungersnot im Deutschen Reich im Winter 1916/17 während des Ersten Weltkrieges, ausgelöst durch kriegswirtschaftliche Probleme und die britische Seeblockade in der Nordsee.

## Hungersnot während der Ersatzwirtschaft
Bis zum Beginn des Krieges importierte das Deutsche Reich etwa ein Drittel seiner Lebensmittel. Es war damals weltweit der größte Importeur von Agrarprodukten.
Großbritannien hatte nach Kriegsbeginn 1914 ein Handelsembargo gegen Deutschland erlassen und eine zunehmend wirksame Handelsblockade zur See errichtet, die erst 1919 aufgehoben wurde. Ebenso fehlten die Importe aus Russland. Im Januar 1917 stoppten schließlich auch die USA den heimlichen Handel mit Deutschland über neutrale Staaten.
Ein noch wichtigerer Grund für den Mangel waren die überbordende Bürokratie und kontraproduktive Maßnahmen der Preis- und Verteilungspolitik. Es kam zur Lebensmittelrationierung und Zwangsbewirtschaftung. Der deutschen Landwirtschaft mangelte es zudem an Arbeitskräften, Zugtieren und Kunstdünger; ferner gab es Transportprobleme.

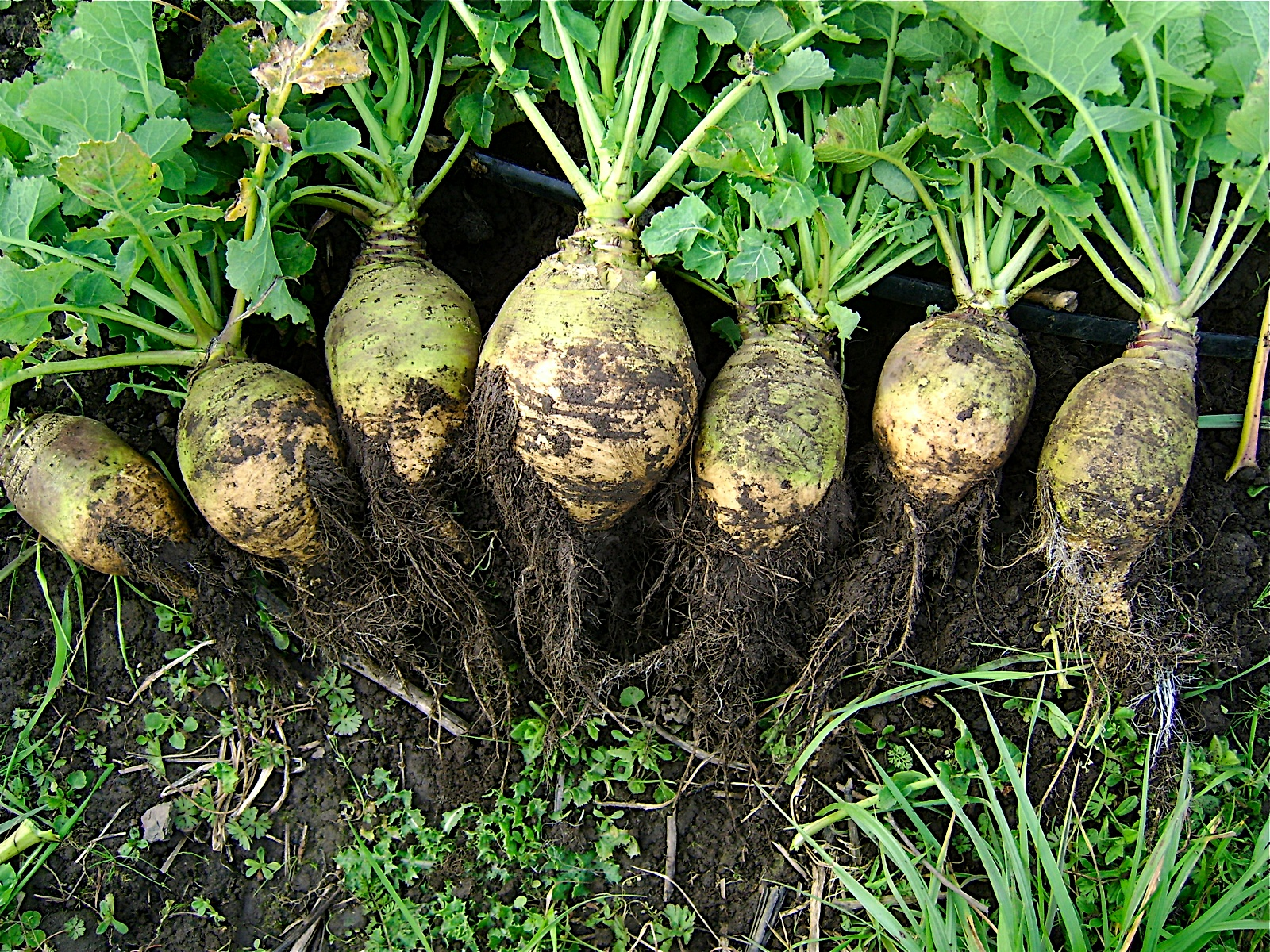
Kohl- bzw. Steckrüben

Der Schwarzmarkt spielte nur eine geringe Rolle, wichtiger wurden Hamsterfahrten aufs Land, die zu teils scharfen Gegensätzen zwischen Stadt- und Landbewohnern führten. Obwohl diese Fahrten massenhafte Verstöße gegen staatliche Bestimmungen mit sich brachten, beteiligten sich auch die Kommunen an ihrer Organisation.
In dieser Zeit trat Konrad Adenauer als Erster Beigeordneter der Stadt Köln hervor, indem er die Versorgung der Einwohner mit Ersatzlebensmitteln wie „Kölner Brot“ aus Reis-, Gersten- und Maismehl oder mit Graupen sicherte. Diese Lebensmittelsurrogate waren wenig schmackhaft, weshalb der daraus resultierende Spitzname „Graupenauer“ durchaus nicht schmeichelhaft gemeint war. Die Erfindung und der Vertrieb solcher Lebensmittelsurrogate, die bis ins vierte Kriegsjahr hinein nicht der Bewirtschaftung unterlagen, war ein gutes Geschäft. Anfang 1918 gab es in Deutschland 11.000 solcher Produkte.
Im Mai 1916 wurde das Kriegsernährungsamt gegründet, das direkt dem Reichskanzler unterstand. Es war für die Sicherstellung der Versorgung der Bevölkerung zuständig und band sämtliche Interessenten ein: ein klassisches Beispiel für den deutschen Kriegskorporatismus der Jahre 1914 bis 1918. Um den Burgfrieden nicht zu gefährden, wandte das Kriegsernährungsamt auch drastische Maßnahmen an, die ihm den Vorwurf des „Staatssozialismus“ eintrugen, etwa eine Erhöhung der Rationen für Schwer- und Schwerstarbeiter und eine direkte Belieferung der Rüstungsbetriebe mit Lebensmitteln, weil man den Arbeitern das Schlangestehen ersparen wollte. Außerdem wurde die Verfütterung von Kartoffeln verboten. Die Behörden kämpften gegen das Verheimlichen von Vorräten bei den Produzenten an. Trotz dieser Anstrengungen scheiterte das Kriegsernährungsamt mit dem Versuch, eine Hungersnot zu verhüten.
Wegen der frühen Rationierung von Getreideprodukten und des fast völligen Fehlens von Fleisch- und Wurstwaren im Angebot stieg der Kartoffelverbrauch Anfang 1916 auf das zweieinhalbfache des Vorkriegsniveaus. Ein verregneter Herbst 1916 verursachte eine Kartoffelfäule, die die Ernte etwa auf die Hälfte des Vorjahres reduzierte. Ernährungswirtschaftlich war der Krieg für Deutschland laut Hans-Ulrich Wehler schon 1916 verloren. Die Steckrübe, eine Kohlart, wurde für breite Kreise der Bevölkerung wichtigstes Nahrungsmittel: Man ernährte sich von Steckrübensuppe, -auflauf, -koteletts, -pudding, -marmelade und Steckrübenbrot. Mit dem Spitznamen „Hindenburg-Knolle“ wurde sie nach dem damaligen deutschen Oberbefehlshaber Paul von Hindenburg benannt. Am 4. Dezember 1916 ordnete das Kriegsernährungsamt zur Sicherung der Volksernährung die Beschlagnahme aller Vorräte an.
Im Januar und Februar 1917 kam es zu einem Kälteeinbruch (Daten). Viele Wohnungen wurden mangels Kohle kaum mehr beheizt. Teile der Bevölkerung wurden durch Suppenküchen notdürftig versorgt.
Im Frühjahr 1917 sank die Versorgung der Bevölkerung mit Lebensmitteln auf ihren Tiefpunkt. Die Ernte im Herbst brachte eine leichte Verbesserung. Allerdings war sie auf die Hälfte eines normalen Ertrags gesunken. Gleichzeitig hatten die zugeteilten Lebensmittel durchschnittlich 1.000 kcal. Die katastrophale Ernährungslage trug zu der Streikwelle bei, die, ausgehend von Berlin und Leipzig, die deutsche Rüstungsindustrie ab April 1917 empfindlich traf.
In Deutschland starben von 1914 bis 1918 etwa 800.000 Menschen an den Folgen von Unterernährung. Gesundheitliche Mängel wurden dadurch verstärkt, dass die Körperhygiene eingeschränkt war, da pro Kopf nur noch 50 g Seife im Monat gestattet waren, die mit maximal 20 Prozent Fettgehalt Füllstoffe wie Ton und Speckstein enthielt und nur über Seifenkarten zu beziehen war. Ab Frühjahr 1918 folgte die Spanische Grippe in drei Wellen, von denen die zweite (im Herbst 1918) und die dritte (1919) zusätzlich zum Hunger durch fehlende Lebensmittelimporte durch das noch fortbestehende britische Handelsembargo viele Menschenleben forderte.